# Olesja Leonidowna Nurgalijewa

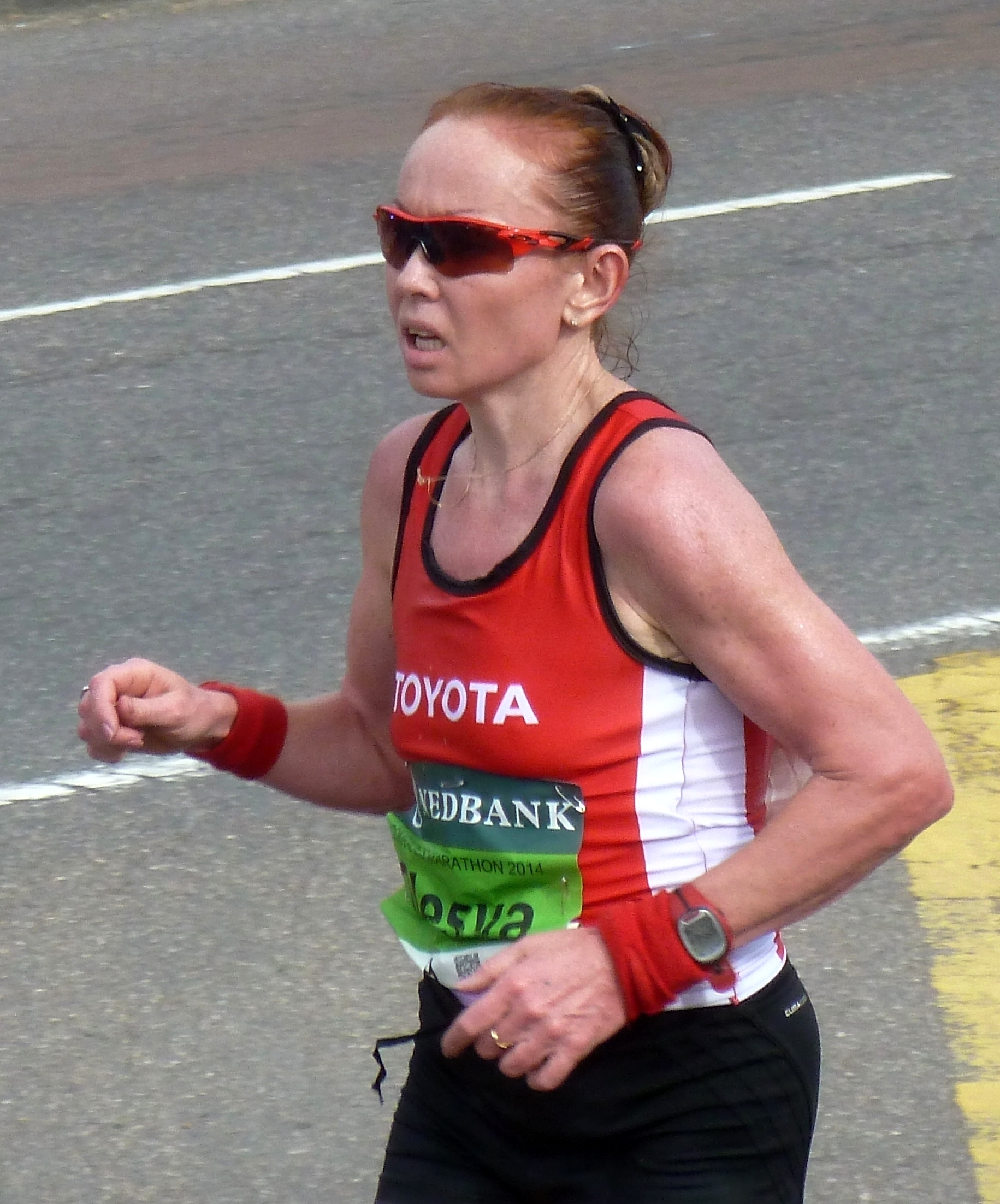
Nurgalijewa 2014

Olesja Leonidowna Nurgalijewa (russisch Олеся Леонидовна Нургалиева, engl. Transkription Olesya Nurgali(y)eva; * 9. Januar 1976 in Kujeda, Region Perm) ist eine russische Marathon- und Ultramarathonläuferin.

## Werdegang
Ihren ersten großen Erfolg hatte sie 2003 bei der russischen Meisterschaft im 100-km-Straßenlauf, bei der sie den dritten Platz in 7:31:14 h belegte, zeitgleich mit ihrer Zwillingsschwester Jelena, die Zweite wurde. Kurz danach traten die eineiigen Zwillinge beim Comrades Marathon an: Olesja wurde Zweite hinter Jelena. Beim Podgorica-Marathon siegte dann Olesja vor Jelena.
Im Jahr darauf starteten die Schwestern beim Two Oceans Marathon, dem anderen großen südafrikanischen Ultralauf. Erneut wurde Olesja nur von ihrer Schwester geschlagen. Beim Comrades Marathon wurde Olesja Vierte hinter der siegreichen Jelena. Zum Saisonabschluss gewann Olesja den Frankfurt-Marathon in 2:29:48 h mit einer Sekunde Vorsprung vor ihrer Schwester.
2005 wurde sie jeweils Zweite beim Two Oceans (hinter ihrer Schwester) und beim Comrades Marathon (bei dem Jelena Dritte wurde). Danach verbesserte sie als Zwölfte des New-York-City-Marathons ihren persönlichen Rekord auf 2:29:35 h und siegte beim Honolulu-Marathon.
Während in der Saison 2006 Jelena sich auf Ultramarathons konzentrierte, beschränkte sich Olesja auf Starts bei Marathons. Sie wurde Neunte beim Boston-Marathon, Zweite beim Turin-Marathon und Vierte in Honolulu.
2007 waren die Zwillinge wieder gemeinsam unterwegs: Olesja wurde einen Platz hinter Jelena Vierte beim Two Oceans Marathon und siegte beim Comrades Marathon, bei dem die Schwestern die übrige Konkurrenz um mehr als zehn Minuten deklassierten.
Zwei weitere Doppelsiege in Südafrika folgten 2008: Beim Two Oceans Marathon hatte Olesja, beim Comrades Marathon Jelena die Nase vorne. Danach wurde Olesja Zweite in Frankfurt mit ihrer persönlichen Bestzeit von 2:27:37 h und Vierte in Honolulu.
In den beiden folgenden Jahren waren die Zwillingsschwestern erneut als Doppelpack siegreich: 2009 siegte Jelena beim Two Oceans Marathon und Olesja beim Comrades Marathon, und 2010 siegte dann wieder Olesja beim Two Oceans Marathon und Jelena beim Comrades Marathon. Im März 2018 gewann sie den Antalya-Marathon.
Olesja Nurgalijewa lebt in Perm und wird von Jelena Popowa trainiert.